# Grupo Empresas Cardoen
El Grupo Empresas Cardoen (GEC), o simplemente Empresas Cardoen, es un holding chileno que agrupa a las empresas que son propiedad de Carlos Cardoen. Fue fundado en 1977.
El empresario chileno es conocido por haber sido, durante la década de 1980 e inicios de los 1990, uno de los principales productores de bombas de racimo del mundo. Tras una serie de problemas con Estados Unidos entre 1992 y 1994 —por haber exportado armas a Irak que fueron usadas durante la Guerra del Golfo—, diversificó sus negocios, siendo uno de los principales polos de desarrollo su ciudad natal, Santa Cruz, en el Valle de Colchagua, donde ha creado viñas, un hotel, un casino de juegos, un museo y una ruta de turismo vitivinícola.

## Empresas

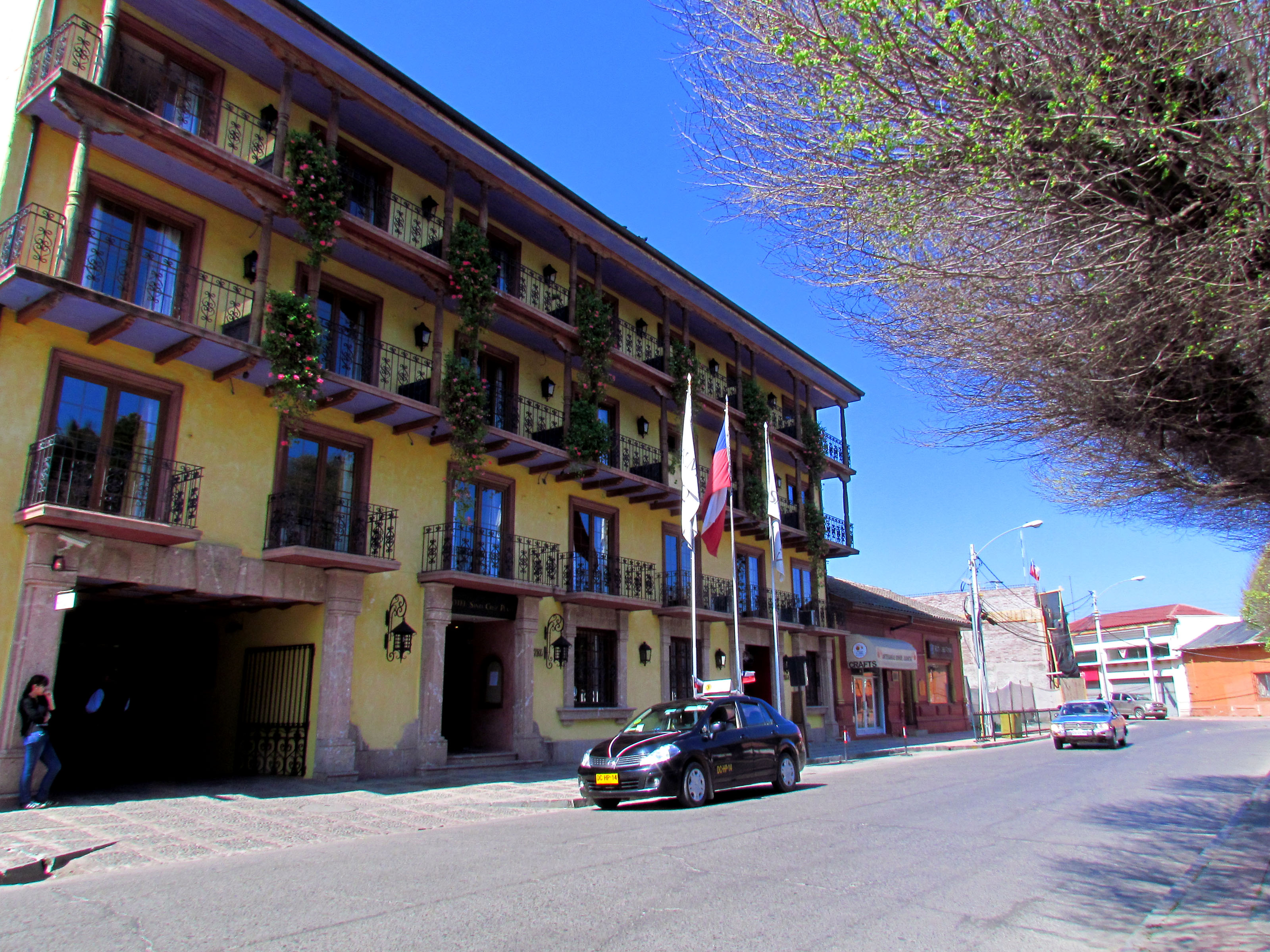
Hotel Santa Cruz Plaza.

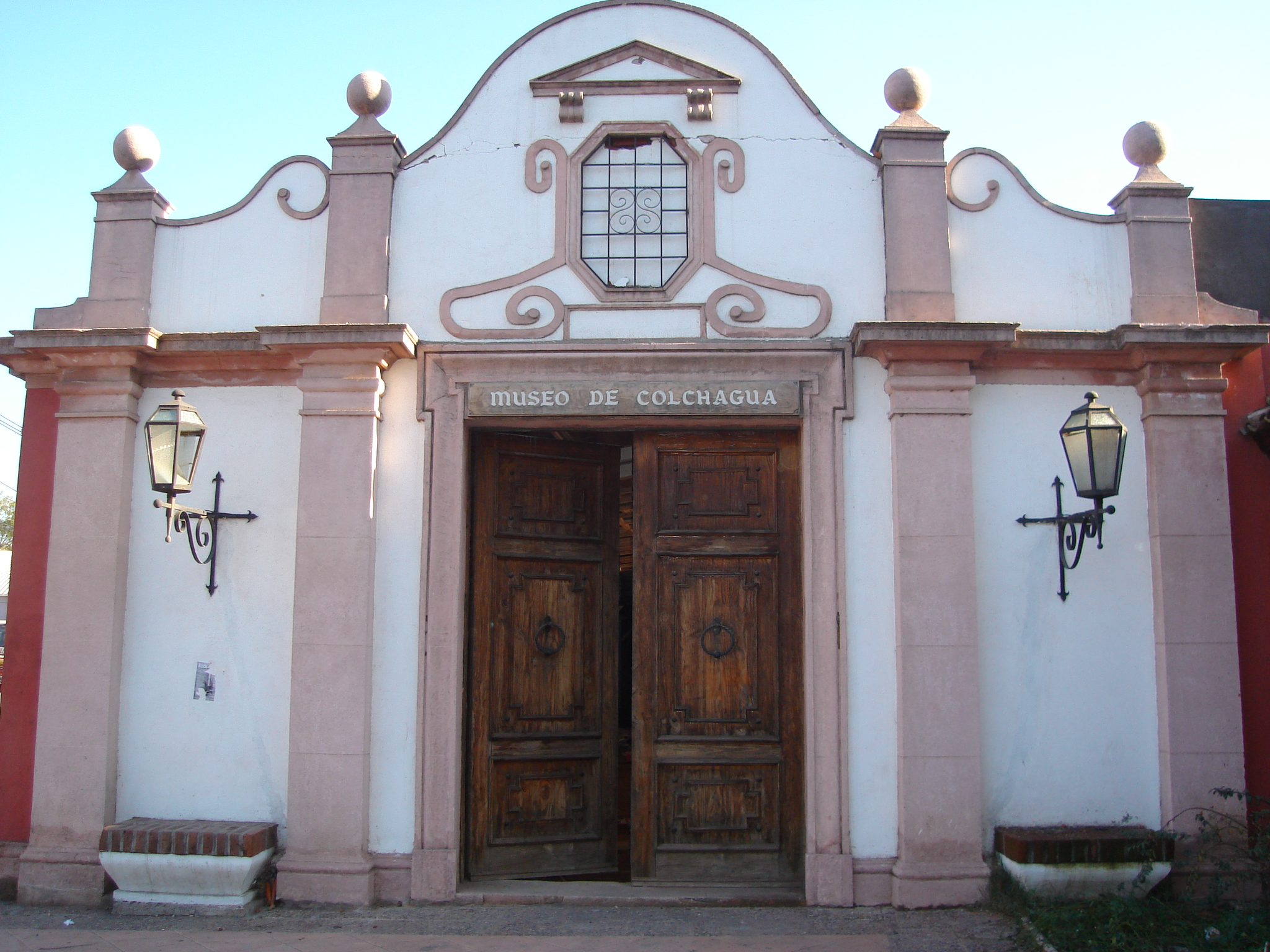
Museo de Colchagua.

El Grupo Empresas Cardoen está organizado de la siguiente forma:
| Marca                                | Part.                    | Tipo                     | Creación                 | Adquisición              | Hasta                    | Observaciones |
| Industria armamentística             | Industria armamentística | Industria armamentística | Industria armamentística | Industria armamentística | Industria armamentística | Industria armamentística |
| ------------------------------------ | ------------------------ | ------------------------ | ------------------------ | ------------------------ | ------------------------ | --- |
| Industrias Cardoen                   | 100%                     | Fabricante               | 1977                     | 1977                     | 1994                     | La empresa produjo, entre otros elementos, bombas de racimo y helicópteros militares de bajo costo.                                                                                          |
| Empresas financieras                 |                          |                          |                          |                          |                          | |
| Banco del Pacífico                   | 100%                     | Banco                    | 1979                     | 1989                     | 1991                     | El comprador fue el banco español Banesto. Hoy es BBVA Chile. |
| Inversiones San Martín Limitada      | 85%                      | Inversión                | 1990                     | 1990                     | 2003                     | Controlada por Inversiones Cardoen S.A. |
| Cell Chile S.A.                      | 85%                      | Inversión                | 1990                     | 1990                     | 2003                     | Controlada por Inversiones San Martín Limitada. |
| Industria maderera                   |                          |                          |                          |                          |                          | |
| Compañía Chilena de Fósforos         | 50.43%                   | Fabricante               | 1913                     | 1990                     | 2003                     | Controlada por Cell Chile. Fabricación y venta de fósforos y palitos para fósforos. |
| Temsa                                | 100%                     | Fabricante               | 1982                     | 1990                     | 2003                     | Controlada por Compañía Chilena de Fósforos. Fabricación y venta de productos de madera de álamo y pino.                                                                                     |
| Industria turística                  |                          |                          |                          |                          |                          | |
| Hotel Almacruz (Ex Hotel Galerías)   | 100%                     | Holding - Hotel          | 1997                     | 2012                     | Act.                     | Holding turístico, además de Hotel. |
| Hotel Santa Cruz Plaza               | 100%                     | Hotel                    | 2000                     | 2000                     | Act.                     | Controlada por Almacruz |
| Casino Colchagua                     | 100%                     | Casino de juegos         | 2008                     | 2008                     | Act.                     | Mediante Inversiones Colchagua S.A. En abril del 2021 compra el 40% a Grupo Enjoy. |
| Ruta Cruz                            | 100%                     | Turismo                  | 2021                     | 2021                     | Act.                     | Controlada por Almacruz |
| Industria de la energía eléctrica    |                          |                          |                          |                          |                          | |
| EnorChile                            | 100%                     | Generación eléctrica     | 1999                     | 1999                     | Act.                     | Energía solar y Energía eólica. |
| Industria química                    |                          |                          |                          |                          |                          | |
| New Tech Agro (NTA)                  | 100%                     | Agrotecnología           | 2004                     | 2004                     | Act.                     | Productora de productos fitosanitarios (fertilizantes). |
| Superazufre                          | 100%                     | Fungicida                | 2004                     | 2004                     | Act.                     | Controlada por NTA. Fabrica de Azufre Industrial Agrícola. |
| Superfos                             | 100%                     | Alimento animal          | 2004                     | 2004                     | Act.                     | Controlada por NTA. Fabrica de Fosfatos para nutrición animal y vegetal. |
| Bodega NTA                           | 100%                     | Almacén                  | 2004                     | 2004                     | Act.                     | Controlada por NTA. Centro de almacenamiento de sustancias Peligrosas. |
| Industria vitivinícola               |                          |                          |                          |                          |                          | |
| Viña Tarapacá                        | 100%                     | viñedo                   | 1874                     | 1990                     | 2003                     | Controlado por Compañía Chilena de Fósforos. |
| Viña Misiones de Rengo               | 100%                     | viñedo                   | 2001                     | 2001                     | 2003                     | Controlado por Viña Tarapacá. Fundada por Carlos Cardoen. |
| Viña Santa Cruz                      | 100%                     | viñedo                   | 2003                     | 2003                     | Act.                     | Fundada por Carlos Cardoen. |
| Industria minera                     |                          |                          |                          |                          |                          | |
| Tecplas                              | 100%                     | Plástico                 | 2002                     | 2002                     | Cerrada                  | Fundición de aceros especiales para piezas de desgaste utilizadas en minería. |
| New Tech Copper (NTC)                | 100%                     | Productos y servicios    | 2004                     | 2004                     | Act.                     | Fue parte del Grupo. |
| Metalúrgica Rancagua (Metran)        | 100%                     | fundición                | 2002                     | 2002                     | Act.                     | Fundición de aceros especiales para piezas de desgaste utilizadas en minería. |
| Industria inmobiliaria               |                          |                          |                          |                          |                          | |
| Inmobiliaria Santa Cruz              | 100%                     | Bienes raíces            | 2011                     | 2011                     | Act.                     | Propietaria y/o administradora del los inmuebles del Grupo de Empresas Cardoen. |
| Fundaciones                          |                          |                          |                          |                          |                          | |
| Fundación Cardoen                    | 100%                     | Fundación                | 2009                     | 2009                     | Act.                     | Destaca la creación del Museo de Colchagua. |
| Corporación Tren del Vino            | 100%                     | Turismo                  | 2001                     | 2001                     | Act.                     | Liderada por Fundación Cardoen junto a EFE, ACCPF, 14 bodegas de Colchagua, municipios de San Fernando, Placilla, Nancagua, Santa Cruz, Palmilla y Peralillo, el GORE O'Higgins, y SERNATUR. |
| Actualización: 15 de febrero de 2022 |                          |                          |                          |                          |                          | |